# Acácio de Beroia
Acácio de Beroea, um sírio de nascimento, viveu num mosteiro perto de Antioquia e, por sua feroz defesa contra o arianismo, foi consagrado bispo de Beroia (atual Alepo, na Síria) em 378 d.C., por Eusébio de Samósata.

## Vida e obras
Enquanto padre, ele - juntamente com Paulo, outro padre - escreveu para Epifânio de Salamina uma carta que incitou o bispo cretense a escrever sua obra-prima, "Panarion" (374 - 376 d.C.). Esta carta consta no prefixo da obra. Em 377 - 378, ele foi enviado para Roma para debater com Apolinário de Laodiceia perante o Papa Dâmaso I. Ele estava também presente no primeiro concílio de Constantinopla, em 381 d.C., e, quando Melécio de Antioquia morreu, tomou parte na ordenação de Flaviano para a sé de Antioquia, que posteriormente o enviou a Roma para tentar remediar o cisma entre as igrejas do ocidente e a de Antioquia.
Depois, ele tomou parte na perseguição contra João Crisóstomo e novamente se comprometeu ao eleger como sucessor de Flaviano, Pórfiro de Antioquia, um meleciano considerado indigno do cargo. Já muito idoso, ele trabalhou para reconciliar Cirilo de Alexandria e os bispos do oriente num sínodo realizado em Beroia em 432.
Ele morreu em 437, com supostos 116 anos. Três de suas cartas sobreviveram no grego original, uma para Cirilo e duas para Alexandre de Hierápolis